# 青羊驿镇
青羊驿镇，是中华人民共和国陕西省汉中市勉县一个已撤销的乡级行政区。
2011年，汉中市人民政府调整勉县辖区的行政区划时，青羊驿镇未作调整。时下辖6个村，面积42平方公里，总人口9720。驻地龙王庙。
2015年，陕西省民政厅批复同意撤销青羊驿镇，将其所辖行政区域划归新铺镇。